# 勞倫斯鎮區 (密歇根州)
勞倫斯鎮區（英語：Lawrence Township）是位於美國密歇根州范布倫縣的一個行政鎮區。

## 地方資料
勞倫斯鎮區的面積為92.90平方千米，當中陸地面積為90.70平方千米，而水域面積為2.20平方千米。根據2020年美國人口普查的數據，當地共有人口3289人，而人口密度為每平方千米35.4人。